# 赵已然
赵已然（1963年1月23日—2021年9月30日），宁夏人，中国民谣歌手、摇滚鼓手，毕业于陕西师范大学化学系，代表作有《我是不是你最疼爱的人》，曾出版专辑《活在1988》，弟弟为知名鼓手赵牧阳。